# 大坡镇 (海口市)
大坡镇是中国海南省海口市琼山区的一个镇，东邻文昌市，西连甲子镇，南交定安县，北接三门坡镇。

## 行政概况
大坡镇辖5个行政村：
- 大坡村
- 新瑞村
- 中税村
- 福昌村
- 树德村